# Hafnarfjörður
Hafnarfjörður és un municipi i una ciutat portuària situada a la costa sud-oest d'Islàndia, a uns 10 quilòmetres al sud de Reykjavík. Forma part de la conurbació del Gran Reykjavík juntament amb sis municipis més i comprèn uns 143,6 km²
És la tercera ciutat més poblada d'Islàndia, després de Reykjavík i Kópavogur. Com que és la tercera ciutat més gran del país, Hafnarfjörður ha establert indústries locals i una varietat d'activitats urbanes, amb esdeveniments de festivals anuals.

## Ciutats agermanades
Hafnarfjörður manté una relació d'agermanament amb les següents ciutats:
- Hämeenlinna (Finlàndia)
- Tartu (Estònia), des del 1991
- Uppsala (Suècia)

## Persones il·lustres
- Jón Páll Sigmarsson (1960–1993), fisiculturista, halterofilista i aixecador de peses, quatre vegades guanyador del World's Strongest Man.
- Ævar Örn Jósepsson (1963-), autor i presentador de ràdio
- Magnús Ver Magnússon (1963-), aixecador de peses i quatre vegades guanyador del World's Strongest Man. (resident)
- Stefán Karl Stefánsson (1975–2018), actor
- Emil Hallfreðsson (1984-), futbolista
- Guðrún Arnardóttir (1995-), futbolista
- Diljá Ýr Zomers (2001-), futbolista